# Coalition destourienne
La coalition destourienne est une coalition politique tunisienne, se réclamant de l'héritage du Néo-Destour, née le 2 octobre 2012.
Elle regroupe six partis politiques : 
- L'Initiative ;
- Al Watan Al Horr[2] ;
- le Parti du Néo-Destour tunisien ;
- la Rencontre réformatrice démocratique (Al Liqaa) ;
- le Parti de l'avenir ;
- le Mouvement pour la dignité et la démocratie.

Elle compte six députés à l'assemblée constituante, soit cinq issus de L'Initiative et un du Parti du Néo-Destour tunisien. 
La formation de cette coalition viserait à contrecarrer l'essor de Nidaa Tounes. 